# トレイシー・ソーン
トレイシー・ソーン（Tracey Thorn、1962年9月26日 - ）は、イギリスのシンガーソングライター、ボーカリスト、エッセイストである。マリン・ガールズ、エブリシング・バット・ザ・ガールのボーカルでもあった。

## 来歴
イギリスハートフォードシャー州出身。3人兄弟の末子。
ビショップスハットフィールド女学校の同級生らと「ザ・スターン・ボップス」という名のパンクポップグループを結成し、ギターとバックコーラスを務めた。トレイシーと同級生のジーナとジェーンの3人にジェーンの妹アリスが加わり４人組になった時にバンド名をマリン・ガールズと改めた。

### マリン・ガールズ時代
マリン・ガールズは地元のクラブやパーティなどで演奏しているうちに、エセックスのインディー・レーベル“イン・フェイズ”と契約し、シングル「オン・マイ・マインド」を発表。
更に3枚のシングル、カセットテープ・アルバム『ア・デイ・バイ・パーティ』と『ビーチ・パーティー』の2本をリリースするなど活動を続けたマリン・ガールズだが、途中ジーナが脱退し、トレイシーもハル大学人文科学部英語コースに入学したために夏休みだけの活動となってしまった。
しかしチェリー・レッド・レコードと契約を交わすことになり、マリン・ガールズに先駆けトレイシーのソロ・アルバムを作ることになった。そしてファースト・ミニ・アルバム『遠い渚 - ディスタント・ショア』が1982年に発表される。マリン・ガールズとしては1983年にアルバム『レイジー・ウェイズ - けだるい生活』を発表した。

### エヴリシング・バット・ザ・ガール時代
チェリー・レッドの戦略で、偶然トレイシーと同じハル大学に在学、かつ同レーベルに所属していたベン・ワットと2人のデュエット・レコードをリリースすることとなり、エヴリシング・バット・ザ・ガール（以下・EBTGと記す）が結成された。
2人の曲を甚く気に入ったポール・ウェラーは、自身のレスポンド・レーベルに引き入れようとしたが失敗し、代わりにスタイル・カウンシルのファースト・アルバム『カフェ・ブリュ』の1曲「ザ・パリス・マッチ」等の様々な曲に2人を参加させている。
1984年にハル大学をトップクラスの成績で卒業。のちに、アーティスト活動と並行しながら、ロンドン大学バーベック校の文学修士号も取得した。当時、トレイシーは社会問題化していた舞台恐怖症と戦っており、そのプレッシャーを撥ね退けるため進学を選択したという。
同年にシングル「Each and Every One」をリリース、以降、ファースト・アルバム『エデン』や、1994年のシングル「ミッシング」がヒットするなど、2000年までEBTGの活動を続けることとなった。
バンド活動と平行して、他のアーティストとのコラボレーションも行っており、1994年には、マッシヴ・アタックの楽曲「プロテクション」「ベター・シングス」のボーカル及び作詞、1995年には映画『バットマン・フォーエバー』のサントラ収録曲である「ザ・ハンター・ゲット・キャプチャード・バイ・ザ・ゲーム」(モータウン所属の女性グループ、マーヴェレッツのカヴァー曲)にて共作を発表した。
1997年には、イギリス人のドラムンベースDJであるアダムFの「ザ・ツリー・ノウズ・エブリシング」にて共作者・ボーカルとして参加した。

### 出産とEBTG解散、その後
1998年、未入籍のまま、ベン・ワットとの間に双子の女児・アルフィーとジーンを授かる。
2000年にEBTGは解散する。理由は複数あり、トレイシーが「子供と過ごす時間を取りたい」と考えていた一方で、ベンは巨大化したバンドの状況に違和感を抱いていたこと等が挙げられている。
2001年に息子・ブレイクを出産。2005年にはドイツのハウスミュージック・ユニットであるティーフシュワルツのアルバム『イート・ブックス』の「ダメージ」にボーカルとして参加。同年3月には25年ぶりのセカンド・アルバム『アウト・オブ・ザ・ウッズ』をリリース。アルバムからのシングル・カット「It's All True」を皮切りに再度ソロ活動が精力的に始まる。
2008年、ハンガリーのグループであるアンベンディング・トゥリーズのシングル「オーバーチュア」で共作。また同グループのアルバムでベンと共同で参加。
2009年、ベンとロンドンのチェルシー登記登録所にて入籍。
同年、マージュ・レコーズの20周年記念フル・アルバムにてハンガリーのシンガーソングライターであるイェンス・レークマンと、ザ・マグネティック・フィールズのカヴァー「イエー・オー・イエー」を共作。
2010年には、サード・アルバム『ラブ・アンド・イッツ・オポジット』をリリース。
2012年に、イギリスのバンドであるThe XXの「ナイト・タイム」をトレイシーのソロ名義でカヴァーし、ベンがギターを演奏した。同年11月29日には、4枚目のソロ・アルバムにしてクリスマス・アルバムの『ティンセル・アンド・ライツ』をリリース。
2013年、自叙伝『安アパートのディスコクイーン - トレイシー・ソーン自伝』を上梓。2014年からは、イギリスの雑誌である「New Statesman」にてコラムの連載を始めた。
現在は、ロンドン北部の高級住宅街、ハムステッドに在住している。

## ディスコグラフィ

### アルバム
- 『遠い渚 - ディスタント・ショア』 - A Distant Shore (1982年9月、チェリー・レッド・レコード)
- 『アウト・オブ・ザ・ウッズ』 - Out of the Woods (2007年3月5日、ヴァージン・アストラルワークス)
- 『ラヴ・アンド・イッツ・オポジット』 - Love and Its Opposite (2010年5月17日、Strange Feeling/マージ・レコード)
- 『ティンセル・アンド・ライツ』 - Tinsel and Lights (2012年10月29日、Strange Feeling)
- 『レコード』 - Record (2018年3月2日、マージ・レコード)

### EP
- Opposites EP (2010年) ※『Love and Its Opposite』からのリカット・リミックス
- You Are A Lover EP (2011年)
- Night Time EP (2011年)
- Molly Drake Songs (2014年)

### コンピレーション・アルバム
- Extended Plays 2010–2011 (2011年)
- 『ソロ:ソングス・アンド・コラボレイションズ 1982-2015』 - Solo: Songs and Collaborations 1982–2015 (2015年)

### シングル
- "Plain Sailing" (1982年)
- "It's All True" (2007年)
- "Raise the Roof" (2007年)
- "Grand Canyon" (2007年)
- "King's Cross" (2007年)
- "Oh, the Divorces!" (2010年)
- "Why Does the Wind" (2010年)
- "You Are a Lover" (2011年)
- "Night Time" (2011年)
- "In the Cold, Cold Night" (2012年)
- "Tinsel and Lights" (2012年)
- "Joy" (2012年)

### コラボレーション
- "Venceremos (We Will Win)" (1984年) ※ワーキング・ウィークとの共作
- "The Paris Match" (1984年) ※スタイル・カウンシルとの共作
- "Head Full of Steam" (1986年) ※ザ・ゴー・ビトゥイーンズとの共作
- "Apology Accepted" (1986年) ※ザ・ゴー・ビトゥイーンズとの共作
- "Big Snake" (1987年) ※ロイド・コール・アンド・ザ・コモーションズとの共作
- "Over the Rainbow" (1993年) ※James McMillanとの共作
- "Protection" (1994年) ※マッシヴ・アタックとの共作
- "Better Things" (1994年) ※マッシヴ・アタックとの共作
- "The Hunter Gets Captured" (1995年) ※マッシヴ・アタックとの共作
- "The Tree Knows Everything" (1997年) ※アダムFとの共作
- "Damage" (2007年) ※ティーフシュワルツとの共作
- "Overture" (2008年) ※The Unbending Treesとの共作
- "Yeah! Oh Yeah!" (2009年) ※イェンス・レークマンとの共作
- "Without Me" (2010年) ※Tevo Howardとの共作
- "Taking Down The Tree" (2012年) ※グリーン・ガートサイド との共作

## 著作
- 『安アパートのディスコクイーン - トレイシー・ソーン自伝』 - Bedsit Disco Queen; How I Grew Up and Tried to Be a Pop Star by Tracey Thorn, ISBN 978-1-84408-866-9, Little Brown (2013年)

## 参考サイト
- Everything But The Girl Fan Site in Japan
- The Telegraph Tracey Thorn: 'We were still at university but someone how Paul Weller had heard of us'